# Dempsey a Makepeaceová
Dempsey a Makepeaceová (v anglickém originále Dempsey and Makepeace) je televizní seriál, který natočila televize LWT v letech 1984–1986; byly natočeny tři řady s celkovým počtem 31 dílů.
Děj se odehrává v Londýně, kam přilétá poručík newyorské policie James Dempsey (Michael Brandon). Je přidělen do zvláštního oddělení policie SI-10 pod velením detektiva superintendenta Gordona Spikingse (Ray Smith), kde je mu jako partnerka přidělena seržantka Harriet Makepeaceová (Glynis Barber). 
Seriál vznikl na popud diváků po úspěchu kriminálního seriálu Profesionálové. Oproti Profesionálům je humornější a je v něm znázorněn střet americké a britské kultury. Také v něm není tolik patrné ovlivnění studenou válkou a řešení problémů s východním blokem (v Profesionálech je 13 epizod s východním blokem, v seriálu Dempsey a Makepeaceová jen 2 epizody).

## Hlavní postavy

### James Dempsey
Poručík James Dempsey pochází z newyorské policie (N.Y.P.D.), ale kvůli ochraně byl poslán v rámci výměnného programu do Anglie. Nemá moc dobrou pověst kvůli tomu, že je Američan. Ztvárnil ho Michael Brandon.

### Harriet Makepeaceová
Seržantka Harriet Makepeaceová je agentka z bohaté rodiny. S Dempseym se nemají moc rádi. Harriet by byla nejradši, kdyby už odletěl do Ameriky. Hrála ji Glynis Barber.

### Gordon Spikings
Detektiv superintendant Gordon Spikings je starý, věčně mrzutý velitel SI-10. Nemá moc rád Dempseyho, jako většina oddělení. Hrál jej Ray Smith.

### Seržant Chas Jarvis
Chas je Spikingsův řidič a agent SI-10. Objevil se v 27 epizodách. Jeho představitelem byl herec Tony Osoba.

## Auta

### Dempsey
| Auto                 | Období používání | Značka   | Barva | V epizodách   |
| -------------------- | ---------------- | -------- | ----- | ------------- |
| Mercedes-Benz 500 SL | 1984-85          | A882 JLB | bílá  | 1. a 2. série |
| Mercedes-Benz 500 SL | 1986             | A882 JLB | šedá  | 3. série      |

### Makepeaceová
| Auto                            | Období používání | Značka   | Barva | V epizodách   |
| ------------------------------- | ---------------- | -------- | ----- | ------------- |
| Austin Mini                     | 1984             | KBH 484V | černá | 1. série      |
| Ford Escort Mk III. 1.6i Cabrio | 1984-85          | A643 OWC | šedá  | 1. a 2. série |
| Ford Escort Mk III. 1.6i Cabrio | 1986             | C262 HVW | bílá  | 3. série      |

### Spikings
| Auto                         | Období používání | Značka   | Barva | V epizodách   |
| ---------------------------- | ---------------- | -------- | ----- | ------------- |
| Ford Granada Mk II. 2.8i GL  | 1984-85          | A195 RNO | šedá  | 1. a 2. série |
| Ford Granada Mk III. 2.8i GL | 1986             | C278 HVW | šedá  | 3. série      |

## Seznam dílů

### První řada (1985)
| Díl č. | Britská premiéra | Název                                 | Scénář               | Režisér           |
| ------ | ---------------- | ------------------------------------- | -------------------- | ----------------- |
| 1-01   | 11. leden 1985   | Ozbrojení a velmi nebezpeční, 1. část | Ranald Graham        | Tony Wharmby      |
| 1-02   | 11. leden 1985   | Ozbrojení a velmi nebezpeční, 2. část | Ranald Graham        | Tony Wharmby      |
| 1-03   | 18. leden 1985   | Na padrť                              | Jesse Car-Martindale | Tony Wharmby      |
| 1-04   | 25. leden 1985   | Výhra                                 | Dave Humphries       | Tony Wharmby      |
| 1-05   | 1. únor 1985     | Vláda násilí                          | Jonathan Hales       | William Brayne    |
| 1-06   | 8. únor 1985     | Válka gangů                           | Jonathan Hales       | Christian Marnham |
| 1-07   | 15. únor 1985    | Bez šance na útěk                     | Dave Humphries       | Gerry Mill        |
| 1-08   | 22. únor 1985    | Usmiřte se a neválčete                | Jesse Car-Martindale | Tony Wharmby      |
| 1-09   | 8. březen 1985   | S přimouřenýma očima                  | Jesse Car-Martindale | Tony Wharmby      |
| 1-10   | 15. březen 1985  | Jako ryba ve vodě                     | Niel Rudyard         | William Brayne    |
| 1-11   | 22. březen 1985  | Rozsudek                              | Jesse Car-Martindale | William Brayne    |

### Druhá řada (1985)
| Díl č. | Britská premiéra | Název                 | Scénář         | Režisér          |
| ------ | ---------------- | --------------------- | -------------- | ---------------- |
| 2-01   | 31. srpen 1985   | Stříbrňák             | Ranald Graham  | Tony Wharmby     |
| 2-02   | 7. září 1985     | Řidič                 | Murray Smith   | Tony Wharmby     |
| 2-03   | 14. září 1985    | Miluji tě k smrti     | Roger Marshall | Tony Wharmby     |
| 2-04   | 21. září 1985    | Hra nervů             | Paul Wheeler   | Viktors Ritelis  |
| 2-05   | 28. září 1985    | Tequila Sunrise       | Ranald Graham  | Tony Wharmby     |
| 2-06   | 5. říjen 1985    | Krvavé peníze         | Dave Humphries | Graham Theakstom |
| 2-07   | 12. říjen 1985   | Smrt modelky          | Dave Humphries | Tony Wharmby     |
| 2-08   | 19. říjen 1985   | Vražda na objednávku  | Murray Smith   | Tony Wharmby     |
| 2-09   | 26. říjen 1985   | Muž v červeném kabátě | David Crane    | Graham Theakston |
| 2-10   | 2. listopad 1985 | Přízrak               | Ranald Graham  | Tony Wharmby     |

### Třetí řada (1986)
| Díl č. | Britská premiéra | Název              | Scénář        | Režisér          |
| ------ | ---------------- | ------------------ | ------------- | ---------------- |
| 3-01   | 30. srpen 1986   | Přihořívá, 1. část | Ranald Graham | Baz Taylor       |
| 3-02   | 6. září 1986     | Přihořívá, 2. část | Ranald Graham | Baz Taylor       |
| 3-03   | 13. září 1986    | Domeček z karet    | Jeffrey Caine | Robert Tronson   |
| 3-04   | 20. září 1986    | Boxer              | Murray Smith  | Buz Taylor       |
| 3-05   | 27. září 1986    | Slepá víra         | Jeffrey Caine | John Hough       |
| 3-06   | 4. říjen 1986    | Dravec             | David Wilks   | Roger Tucker     |
| 3-07   | 11. říjen 1986   | Vrah z románu      | John Field    | Christopher King |
| 3-08   | 18. říjen 1986   | Cortezova spojka   | Guy Meredith  | Baz Taylor       |
| 3-09   | 25. říjen 1986   | Past               | Murray Smith  | Roger Tucker     |
| 3-10   | 1. listopad 1986 | Strážný anděl      | Ranald Graham | Michael Brandon  |

## Chyby v seriálu
- V epizodě Domeček z karet, když Dempsey a Makepeaceová nasedají do auta a začíná honička, sedí na zadních sedadlech a řídí jejich kolega. Když ale nabourají a ztratí uprchlíka, sedí Dempsey za volantem a Makepeaceová vedle na sedadle spolujezdce.